# Lyssa macleayi
Lyssa macleayi is een vlinder uit de familie van de uraniavlinders (Uraniidae). De wetenschappelijke naam van de soort is voor het eerst geldig gepubliceerd in 1857 door Montrouzier.